# 헨리 노르웨스트
헨리 루이스 노웨스트 (Henry Louis Norwest, 때때로 노스웨스트로 표기됨) 무공 훈장 및 바 (1884년 5월 8일 – 1918년 8월 18일)는 제1차 세계 대전의 뛰어난 캐나다 저격수였다.

## 초기 생애
노웨스트는 1880년대 초 앨버타 준주 노스웨스트 준주 포트 서스캐처원에서 메티스 부모인 루이스 노스웨스트 또는 왓슨과 제네비브 부셰르 사이에서 태어났다. 노웨스트는 목장 일꾼이자 로데오 공연자로 일했으며, 잠시 왕립 노스웨스트 기마 경찰에서 복무했다. 1915년 1월 그는 캐나다 해외원정군 (CEF)에 입대했다.

## 군사 경력
헨리 루이스 노웨스트는 처음에 위태스키윈에서 헨리 루이로 입대했으며, 그의 직업을 "소몰이꾼"으로 기재했다. 그러나 그는 공식 기록에 따르면 "음주"로 인해 불과 3개월 후에 제대했다. 그 후 그는 헨리 노웨스트라는 이름으로 캘거리에 재입대했다. 캐나다 남성 인구의 약 35%에 해당하는 약 4,000명의 퍼스트 네이션 남성이 캐나다 군대에 입대했다. 메티스인 노웨스트는 당시 지위를 잃은 인디언, 메티스, 이누이트가 "인디언"으로 간주되지 않았으므로 포함되지 않았다. 
제50 캐나다 보병대대에서 거의 3년 동안 복무하면서, 상병은 115건의 사망 확인 저격 기록을 달성했다. 그의 실제 사살 수는 더 높을 수 있는데, 군대는 다른 사람이 목격한 사살만 기록했기 때문이다. 노웨스트는 은밀하게 움직이고 위장과 주변의 자연 식물을 사용하여 숨는 등 사냥꾼으로서의 양육과 경험을 크게 활용했다. 그의 뛰어난 능력 덕분에 그의 상관들은 그를 자주 수색정찰 임무를 위해 무인지대나 적진 뒤로 보냈다.
1917년, 노웨스트는 비미 능선 전투에서 능선을 따라 중요한 지점을 정복하는 데 기여한 공로로 무공 훈장을 받았다. 전투 전 3개월 동안 노웨스트는 적군 병사 59명을 사살했다. 그가 사망한 후, 그는 무공 훈장 바를 사후에 수여받았다. 그는 CEF에서 무공 훈장 바를 받은 838명 중 한 명이었다. 캐나다 원주민 저격수 프랜시스 페가마가보는 무공 훈장과 두 개의 바를 받았는데, 이는 이 영예를 받은 39명의 캐나다인 중 한 명이었다. 전쟁이 끝나기 불과 3개월 전, 노웨스트는 독일 저격수의 은신처를 찾기 위한 임무 중 적 저격수에 의해 사망했다.
그의 로스 소총은 캘거리에 있는 밀리터리 박물관의 일부인 킹스 오운 캘거리 연대 (RCAC) 박물관에 전시되어 있다. 그것은 그가 사용한 세 자루의 소총 중 두 번째이며, 그의 관측병에 의해 캐나다로 다시 가져와졌다. 노웨스트가 소지했던 마지막 소총은 1918년 8월 18일 푸케스쿠르 근처 솜주, 프랑스에서 그를 죽인 독일 저격수가 가져갔다는 소문이 있었다.

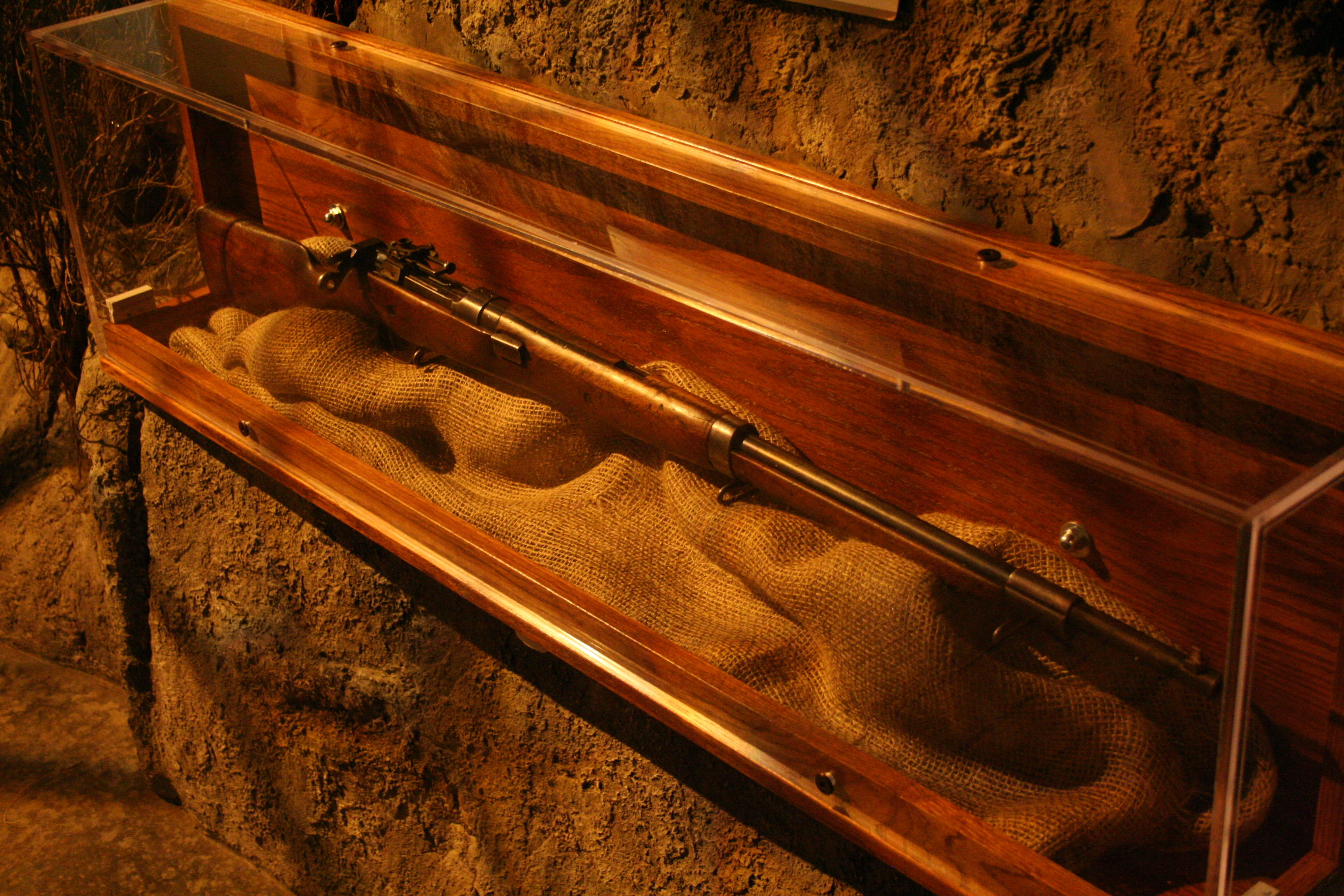
캘거리 밀리터리 박물관에 전시된 노웨스트의 소총.

## 개인 생활
더키라는 별명을 가진 헨리 노웨스트는 앨버타주 호베마 보호구역 출신의 크리족/프랑스계 메티스였다. 헨리는 전쟁 중에 댄스 홀에서 여성들에게 매우 인기가 많았고, 밤늦게 여성들을 "피해" 나가기 전에 몇 시간 동안 춤을 추었기 때문에 이 별명을 얻었다고 한다. 4월 9일은 캐나다군이 비미 능선 전투를 시작한 지 100주년이 되는 날이다. 헨리는 결혼하여 세 자녀를 두었는데, 모두 그가 입대하기 전에 앨버타주 어민스키의 기숙학교로 보내졌다. 그의 아내는 그가 전사하기 전에 앨버타주에서 사망했다. 그의 세 딸은 그가 사망하자마자 고아가 되었고, 대부분의 어린 시절을 기숙학교에서 보냈다. 헨리는 프랑스 솜주 워빌레르의 워빌레르 교회 묘지 확장 구역에 묻혔다.

## 유산
포트 서스캐처원의 묘지에는 그의 전시 업적을 자세히 설명하는 명판이 각각 박힌 두 개의 큰 돌이 있다. 그의 이름은 2008년 지역 전사자 기념비에 추가되었다. 캐나다 왕립 재향군인회의 지역 지부는 그의 초상화를 식당에 걸고 그의 이름을 따서 명명했으며, 크리 문화의 신성한 상징인 독수리 깃털을 그의 사진 옆 유리 상자에 넣어두었다. 노웨스트는 주로 앨버타주 중부의 샘슨 크리 퍼스트 네이션에 집중된 수백 명의 후손을 가지고 있는 것으로 추정된다.

## 참고 문헌
내용주
1. ↑  Veterans Affairs Canada 2019.
2. ↑  Dempsey 2003.
3. 1 2 3 4 5 6 7 8 9 10 11 12 13 14 15 16 17 18  Stewart 2017.
4. 1 2  The National Archives 2017.
5. ↑  Library and Archives Canada 2024, 42쪽.

각주
- Dempsey, James (2003). “Biography – NORWEST, HENRY – Volume XIV (1911–1920)”. University of Toronto/Université Laval. 2024년 9월 22일에 확인함.
- Library and Archives Canada (2024). “Henry Norwest Attestation Paper”. 캐나다 정부. 2024년 9월 22일에 확인함.
- The National Archives, UK (2017년 9월 20일). “Indigenous Canadian soldiers in the First World War”. 영국 정부. 2024년 9월 22일에 확인함.
- Stewart, Briar (2017년 4월 4일). “Métis sniper made his mark for Canada at Vimy Ridge”. CBC 뉴스. 2024년 9월 22일에 확인함.
- Veterans Affairs Canada (2019년 2월 14일). “Sharpshooter: Henry Louis Norwest”. 캐나다 정부. 2024년 9월 22일에 확인함.